# Guillaume de Beaumont

Wappen des Marschalls Guillaume de Beaumont

Jean Guillaume de Beaumont († 1257) war ein Herr von Beaumont-du-Gâtinais (Département Seine-et-Marne) und Marschall von Frankreich. Er war ein Sohn des Herren Adam II. von Beaumont und der Isabelle de Mauvoisin.
Guillaume nahm ab 1248 am sechsten Kreuzzug nach Ägypten teil. Nach dem Scheitern des Kreuzzuges 1250 begleitete er König Ludwig IX. nach Akkon, wo er in das Amt eines königlichen Marschalls eingesetzt wurde. Im königlichen Rat gehörte er zu jenen die sich für einen Verbleib des Königs im heiligen Land aussprachen, solange sich noch Kreuzfahrer in ägyptischer Gefangenschaft befänden. Dadurch geriet er in einen Streit mit seinem Onkel Jean de Beaumont (Großkämmerer von Frankreich), der für eine schnelle Heimreise des Königs plädierte und Guillaume vor versammelter Hofgesellschaft als „unflätigen Lümmel“ beschimpfte. Letztlich konnte sich Guillaume mit seiner Position durchsetzen, indem der König seinen Aufenthalt im Orient bis 1254 verlängerte.

## Einzelnachweis
1. ↑  Joinville: III, § 2, (The Memoirs of the Lord of Joinville. A new English version by Ethel Wedgwood. J. Murray, London 1906, S. 220.).

| Personendaten    | Personendaten                                                                  |
| ---------------- | ------------------------------------------------------------------------------ |
| NAME             | Guillaume de Beaumont                                                          |
| ALTERNATIVNAMEN  | Jean Guillaume de Beaumont                                                     |
| KURZBESCHREIBUNG | französischer Adliger, Herr von Beaumont-du-Gâtinais, Marschall von Frankreich |
| GEBURTSDATUM     | 12. Jahrhundert oder 13. Jahrhundert                                           |
| STERBEDATUM      | 1257                                                                           |